# Katakura Kuninori
Katakura Kuninori est un nom japonais traditionnel ; le nom de famille (ou le nom d'école), Katakura, précède donc le prénom (ou le nom d'artiste).
Katakura Kuninori (片倉邦憲, 1818-1886) est un samouraï de l'époque d'Edo du Japon. Important obligé du domaine de Sendai, Kuninori est le 12e Katakura kojūrō, et participe à la guerre de Boshin du côté de Sendai. Durant la guerre, son château de Shiroishi sert de poste de commandement aux forces Sendai ainsi que le centre administratif de l'Ōuetsu Reppan Dōmei.

## Source
- (en) Cet article est partiellement ou en totalité issu de l’article de Wikipédia en anglais intitulé « Katakura Kuninori » (voir la liste des auteurs).